# Елізабет Голмс
Елізабет Голмс (англ. Elizabeth Anne Holmes; нар. 3 лютого 1984, Вашингтон, США) — американська підприємиця, засновниця скандальної збанкрутілої компанії Theranos, яку 2018 року викрили у шахрайстві.
2003 року Голмс заснувала компанію Theranos з метою випустити компактний аналізатор крові, здатний швидко проводити складні аналізи з невеликого об'єму крові (наприклад, краплі з пальця). Постійні заяви щодо прогресу та інноваційних розробок у царині аналізу крові призвели до величезних інвестицій в компанію Голмс і надвисоких оцінок її вартості. 2015 року статки Голмс оцінювали в $4,5 млрд., а журнал Forbes помістив її на перше місце в списку найбагатших жінок Америки, що досягли успіху самостійно. Проте обіцяні аналізатори крові так і не надійшли в продаж. Журналісти та наглядові органи США провели серію розслідувань, внаслідок яких діяльність Голмс та її партнерів з Theranos визнали шахрайством. Це призвело до падіння вартості акцій компанії та банкрутства Елізабет Голмс. 2016 року журнал Fortune назвав Голмс одним із найбільших розчарувань серед світових лідерів. Елізабет Голмс заарештовано в травні 2023 через шахрайство на 11 років.

## Життєпис
Елізабет Голмс народилася у Вашингтоні, в сім'ї федерального чиновника і співробітниці конгресу США. Коли Елізабет було 9 років, сім'я переїхала до Г'юстона. Там вона відвідувала школу Сент-Джон. Опісля Елізабет деякий час жила в Китаї. Під час навчання в середній школі вона зацікавилася програмуванням і розпочала свій перший бізнес, продаючи компілятори C++ в китайські університети.
Зі слів Голмс, вона з дитинства хотіла лікувати людей, але не витримувала вигляду крові та голок. 2002 року Голмс вступила до Стенфордського університету на хімічну інженерію. Через рік вона кинула навчання і з дозволу батьків використала накопичені ними гроші на навчання як стартовий капітал для заснованої нею компанії Theranos.
Голмс мала стосунки з Рамешем Балвані, індуїстом пакистанського походження, який іммігрував до Індії, а потім до США. Вони познайомилися 2002 року, коли Елізабет було 18 років й вона ще навчалась у школі. Він був на 19 років старшим і одруженим. Проте 2002 року Балвані розлучився і 2003 року почав роман з Голмс, приблизно коли вона кинула коледж. Хоча Балвані офіційно не був членом компанії аж до 2009 року, коли став головним операційним директором Theranos, він активно консультував Голмс щодо управління підприємством. 2016 року, на хвилі розслідувань, він покинув Theranos за незрозумілих обставин. Голмс стверджує, що звільнила його, але Балвані зазначає, що він пішов за власним бажанням.
2019 року Голмс одружилася з Біллі Евансом. Подружжя мешкало в Сан-Франциско.

## Theranos

### Заснування
Голмс заснувала компанію Real-Time Cures в Пало-Альто, штат Каліфорнія, з метою «демократизації охорони здоров'я». Голмс описала свій страх перед голками як мотивацію для створення технології аналізу крові, що використовувала б лише невелику кількість крові. Коли Голмс презентувала ідею зібрати «величезну кількість даних з кількох крапель крові, взятих з пальця» своїй професорці медицини Філіс Ґарднер зі Стенфорда, та відповіла, що ця ідея не спрацює. Кілька інших професорів-медиків сказали те саме. Однак Голмс не здалася, і їй вдалося заручитися підтримкою декана Школи інженерії Стенфорда Ченнінґа Робертсона.
2003 року Голмс перейменувала компанію в Theranos (поєднання англійських слів «therapy» і «diagnosis»). Робертсон став першим членом правління компанії і відрекомендував Голмс венчурним капіталістам.

### Інвестиції та зростання
Голмс була шанувальницею співзасновника компанії Apple Стіва Джобса і свідомо копіювала його стиль, часто вдягаючи чорну водолазку, як це робив Джобс. Під час більшості своїх публічних виступів вона говорила глибоким баритоном, хоча колишній співробітник Tharanos твердив згодом, що її природний голос був на кілька октав вищим. В інтерв'ю з Мойрою Ґанн 2005 року Голмс спілкувалася набагато вищим голосом, ніж у її пізніших виступах. Тим часом її родина твердила, що баритон Елізабет справжній.
До грудня 2004 року Голмс зібрала $6 млн. інвестицій. На кінець 2010 року Theranos мала понад $92 млн. венчурних інвестицій.
Голмс керувала Theranos в «режимі повної секретності»: без прес-релізів або навіть вебсайту компанії аж до вересня 2013, коли компанія оголосила про партнерство з Walgreens з метою запуску в магазинах центрів збору крові.
Увага преси зросла 2014 року, коли Голмс з'явилася на обкладинках журналів Fortune, Forbes, T: The New York Times Style Magazine та Inc. Forbes визнав Голмс наймолодшою у світі мільярдеркою, що досягла успіху самостійно, і помістив її на 110 місце у рейтингу Forbes 400 2014 року. Компанію Theranos оцінювали в $9 млрд. і на той час вона зібрала понад $400 млн. венчурних інвестицій.

### Крах
Восени 2015 року компанія опинилася в центрі скандалу. В низці публікацій розкритикували аналізи Theranos як несертифіковані, і те, що компанія використовує стандартні технології проведення аналізів замість унікальних (як було проголошено), а також видає помилкові результати аналізів. Першими почали досліджувати несправжність аналізів Tharanos професори медичних досліджень Джон Іоаннідіс та Елефтеріос Діамандіс і репортер-розслідувач Джон Керрейру із The Wall Street Journal. The Washington Post долучилася до критики компанії, зазначивши, що 2012 року Міністерство оборони США, яке зацікавилося аналізами Theranos, виявило проблеми з аналізами і збиралося подати запит в Управління з контролю за продуктами та ліками. Голмс попросила генерала Джеймса Меттіса втрутитися. Той заступився за компанію і через рік став членом ради директорів компанії.
2015 року, за версією журналу Entrepreneur, Голмс очолила список найгірших підприємців. Голмс була змушена визнати, що після 10 років розробки її винаходи не працюють, а недоліки в дослідженнях потрібно було усунути значно раніше. Голмс планувала перебудувати лабораторію з нуля, щоб не допустити помилкових аналізів надалі.

За повідомленням газети New York Times, регулятори (Medicare і Medicaid) представили звіт обсягом 121 сторінка з описом численних порушень, виявлених під час перевірки лабораторії: починаючи з використання некваліфікованого персоналу і недотримання температурного режиму для зберігання зразків крові і закінчуючи наданням пацієнтам результатів аналізів, точність яких була недостовірною. Наприклад, за період з квітня по вересень 2015 року обладнання Theranos не видавало достовірних аналізів, що не завадило лабораторії вислати результати аналізу 81 пацієнту. У низці випадків неможливо було встановити, на якому обладнанні отримано результати, оскільки разом з власним обладнанням Theranos використовували обладнання Siemens. У доповіді йдеться, що результати власних аналізів Theranos не повинні відрізнятися від загальноприйнятих більш ніж на 20 %. Водночас випадкова вибірка показала, що результати Theranos відрізняються від еталонних на 21-146 %.

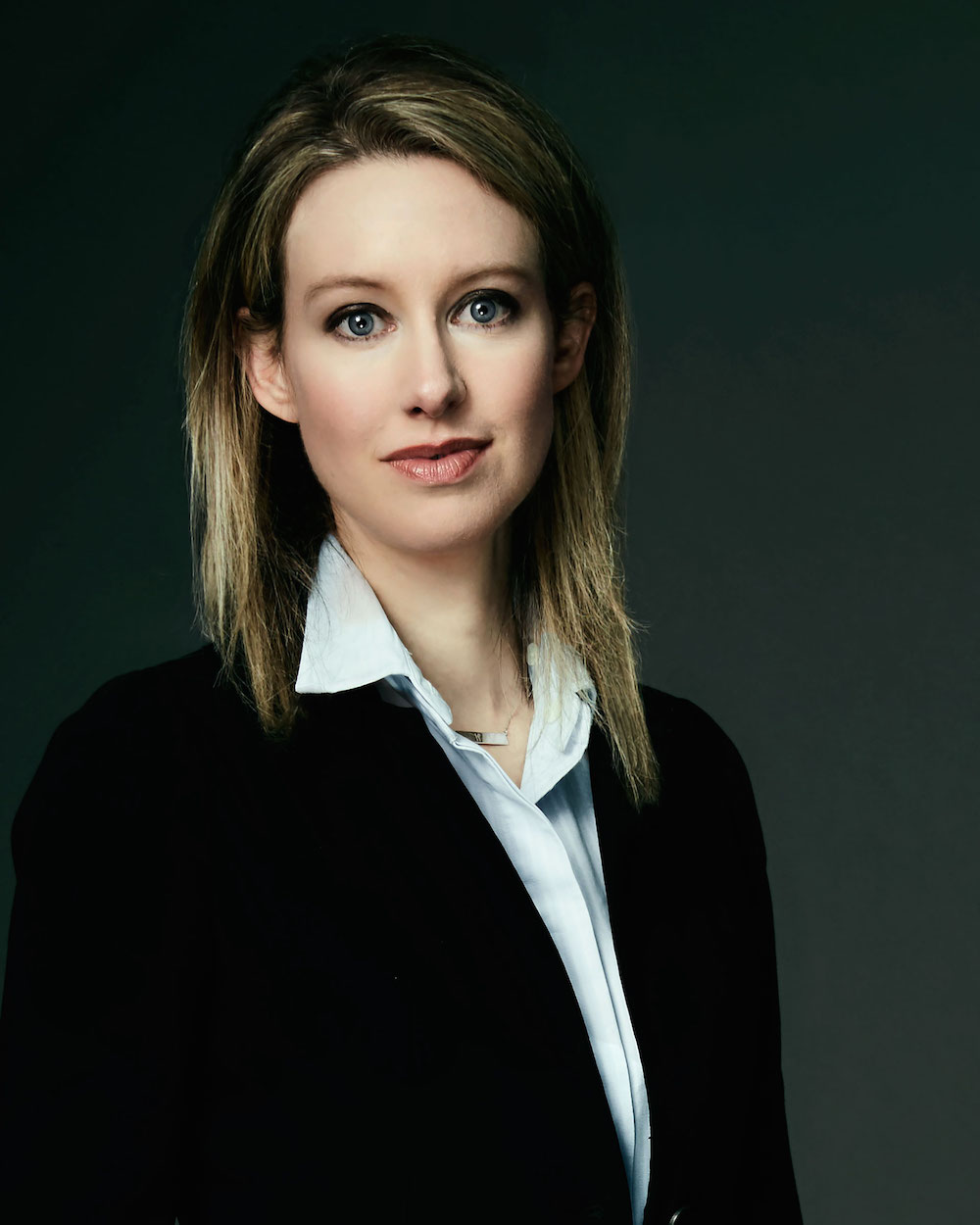
Фото Елізабет Голмс з прес-кіту компанії Theranos (2016)

Компанія зіткнулася з низкою юридичних і комерційних позовів з боку медичних установ, інвесторів, Комісії з цінних паперів та бірж США, державних адвокатів, колишніх бізнес-партнерів, пацієнтів тощо. На червень 2016 року статки Голмс знизилися з $4,5 млрд. до нуля.
2015 року, на піку свого розвитку, компанія Theranos налічувала понад 800 працівників. У жовтні 2016 року було звільнено 340 працівників та ще 155 працівників — у січні 2017 року. 5 вересня 2018 року компанія оголосила, що розпочала процес офіційного розпуску, а решту коштів та активів розподілять між кредиторами.
14 березня 2018 року Комісія з цінних паперів і бірж США звинуватила компанію Theranos, її очільницю Елізабет Голмс і колишнього президента компанії Рамеша Балвані у «масовому шахрайстві». В одному з розділів скарги твердиться, що 2014 року Голмс неправдиво заявляла про те, що щорічний дохід компанії становить $100 млн., що в тисячу разів перевищує фактичну цифру — $100 тис.. Голмс погодилася сплатити штраф у розмірі $500 тис., повернути решту 18,9 млн. акцій, якими вона володіла та відмовитись від контролю над компанією. Їй також на десять років заборонили бути посадовою особою чи директоркою будь-якої публічної компанії. Згідно з цією угодою, якщо компанію Theranos продадуть або ліквідують в інший спосіб, Голмс не отримає прибутку від власності, поки інвесторам та іншим привілейованим акціонерам не повернуть понад $750 млн. Голмс не визнала і не спростувала звинувачення з боку Комісії з цінних паперів та бірж США. 15 червня 2018 року прокурор США в Північному окрузі Каліфорнії оголосив обвинувальний акт Голмс щодо фальсифікацій і змови. Відбір присяжних для судового розгляду має розпочатися 28 липня 2020 року, а суд — у серпні 2020 року.

### США проти Голмс та ін.
31 серпня 2021 року, після затримки через COVID-19 і вагітність Голмс, розпочалася судова справа. У разі доведення провини Голмс їй загрожувало до 20 років в'язниці, штраф $250,000 і виплати за кожен підроблений тест.
3 січня 2022 року Голмс визнали винною загалом за чотирма звинуваченням з 11, які їй висували. Ще за чотирма пунктами її виправдали, щодо трьох присяжні не дійшли згоди. Суд не ухвалив рішення щодо терміну ув'язнення.
18 листопада 2022 року Федеральний суд Каліфорнії присудив Голмс 11 років і три місяці ув'язнення; у зв'язку з другою вагітністю відбувати покарання вона має з 27 квітня 2023 року. Її партнера Рамеша Балвані судили окремо і також визнали винним у шахрайстві, вирок йому мають оголосити пізніше.